# Thijs J. G. Ettema

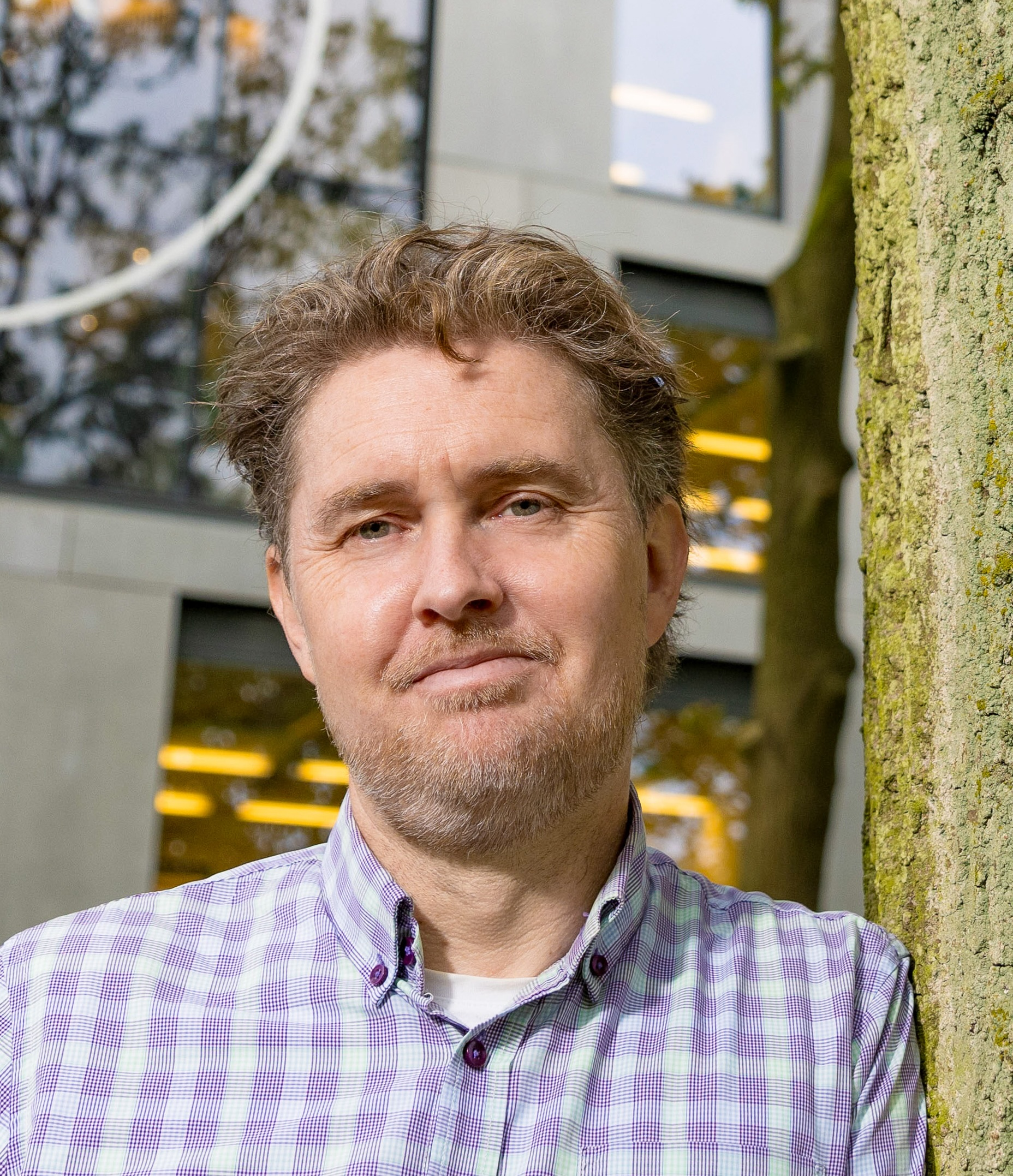
Thijs Ettema (2024)

Thijs Johannes Gerardus Ettema (* 1977 in den Niederlanden) leitet als evolutionärer Mikrobiologe das Labor für Mikrobiologie an der Universität Wageningen (Niederlande).
Der Schwerpunkt seiner Arbeit ist die Erforschung der mikrobiellen Vielfalt mit Hilfe von neuer Methoden der Genomik („Next-Generation-Genomik“, e. g. Metagenomik) und verschiedener Kultivierungsansätze (e. g. Co-Kultivierung in Anreicherungskultur).

## Beruflicher Werdegang
Seinen Doktortitel erhielt Ettema 2005 an der Universität Wageningen.
Es folgte ein kurzer Postdoc-Aufenthalt an der Radboud-Universität in Nijmegen (ebenfalls Niederlande).
Ettema wechselte 2006 an die Universität Uppsala (Schweden).
Dort wurde er 2014 zum außerordentlichen Professor an der Abteilung für Zell- und Molekularbiologie ernannt.
Im Jahr 2019 kehrte er als Lehrstuhlinhaber zurück an die Universität Wageningen.

## Forschungsarbeit
Ettemas Team bearbeitet ein weites Feld an Fragestellungen zu Themen wie mikrobielle Diversität und Evolution zellulärer Organismen sowie von Viren.
Besonderes Augenmerk legt seine Forschung dabei auf evolutionäre Übergänge, insbesondere die Entstehung komplexer Zelltypen, d. h. der Eukaryoten (Eukaryogenese).
Seinem Team gelang 2015 per Metagenomik die Entdeckung der Loki-Archaeen, die inzwischen von anderen Teams durch mehrere Kultivierungen bestätigt werden konnte,
Sie sind die ersten bekannten Vertreter einer 2017 von Ettemas Team nach weiteren Metagenomik-Ergebnissen aufgestellten Großgruppe von Archaeen (Asgard-Archaeen), von der die Eukaryogenese möglicherweise ausging.
Die Forschungsgruppe lieferte damit neue, deutliche Belege dafür, dass sich komplex-zelluläre Organismen (Protisten, aus diesen später Tiere, Pilze und Pflanzen) aus einem Archaeen-Vorfahr entwickelt haben; dieser Vorfahr zeigte bereits eine Reihe von charakteristischen eukaryotischen Merkmalen.
Im Juni 2022 veröffentlichte Ettemas Team eine Arbeit über den Fund von Viren bei den Odin-Archaeen, einer anderen Gruppe der Asgard-Archaeen. Diese und zwei weitere gleichzeitig erschienene Arbeiten anderer Teams waren dies die ersten Metagenomik-Studien zu Asgardviren. Wegen der vermuteten Rolle der Asgard-Archaeen bei der Eukaryogenese kommt diesen als potentielle Vermittler horizontalen Gentransfers möglicherweise eine besondere evolutionsbiologische Rolle zu.

## Auszeichnungen
- 2007: Kluyver-Preis der Königlichen Niederländischen Vereinigung für Mikrobiologie (niederländisch Koninklijke Nederlandse Vereniging voor Microbiologie, KNVM)[3]
- 2012: Ernennung zum „Future Research Leader“ durch die Schwedischen Stiftung für Strategische Forschung (schwedisch Stiftelsen för strategisk forskning, SSF)[3]
- 2016: Wahl zum EMBO Young Investigator durch die Europäische Organisation für Molekularbiologie (englisch European Molecular Biology Organization, EMBO)[3]
- 2023: Mitglied der Königlich Niederländischen Akademie der Wissenschaften
- 2023: Mitglied der European Molecular Biology Organization

## Schriften (Auswahl)
- Anja Spang, Jimmy H. Saw, Steffen L. Jørgensen, Katarzyna Zaremba-Niedzwiedzka, Joran Martijn, Anders E. Lind, Roel van Eijk, Christa Schleper, Lionel Guy, Thijs J. G. Ettema: Complex archaea that bridge the gap between prokaryotes and eukaryotes. In: Nature. Band 521, 2015, S. 173–179, doi:10.1038/nature14447, PMID 25945739, PMC 4444528 (freier Volltext).
- Katarzyna Zaremba-Niedzwiedzka, Eva F. Cáceres, Jimmy H. Saw, Disa Bäckström, Lina Juzokaite, Emmelien Vancaester, Kiley W. Seitz, Karthik Anantharaman, Piotr Starnawski, Kasper U. Kjeldsen, Matthew B. Stott, Takuro Nunoura, Jillian F. Banfield, Andreas Schramm, Brett J. Baker, Anja Spang, Thijs J. G. Ettema: Asgard archaea illuminate the origin of eukaryotic cellular complexity. In: Nature. 541. Jahrgang, 11. Januar 2017, ISSN 1476-4687, S. 353–358, doi:10.1038/nature21031, PMID 28077874, bibcode:2017Natur.541..353Z (englisch). PDF, ResearchGate (Volltext).
- Joran Martijn, Julian Vosseberg, Lionel Guy, Pierre Offre, Thijs J. G. Ettema: Deep mitochondrial origin outside the sampled alphaproteobacteria. In: Nature, Band 557, Nr. 7703, S. 101–105, 25. April 2018; doi:10.1038/s41586-018-0059-5.
- Anja Spang, Eva F. Cáceres, Thijs J. G. Ettema: Genomic exploration of the diversity, ecology, and evolution of the archaeal domain of life. In: Science 357, eaaf3883, 11. August 2017; doi:10.1126/science.aaf3883.
- Anja Spang, Courtney W. Stairs, Nina Dombrowski, Laura Eme, Jonathan Lombard, Eva F. Cáceres, Chris Greening, Brett J. Baker, Thijs J. G. Ettema: Proposal of the reverse flow model for the origin of the eukaryotic cell based on comparative analysis of Asgard archaeal metabolism. In: Nature Microbiology, Band 4, S. 1138–1148, 1. April 2019; doi:10.1038/s41564-019-0406-9, PMID 30936488.
- William H. Lewis, Guillaume Tahon, Patricia Geesink, Diana Z. Sousa, Thijs J. G. Ettema: Innovations to culturing the uncultured microbial majority. In: Nature Reviews Microbiology, Band 19, S. 225–240, 22. Oktober 2020; doi:10.1038/s41579-020-00458-8, PMID 33093661.
- Daniel Tamarit, Eva F. Cáceres, Mart Krupovic, Reindert Nijland, Laura Eme, Nicholas P. Robinson, Thijs J. G. Ettema: A closed Candidatus Odinarchaeum chromosome exposes Asgard archaeal viruses. In: Nature Microbiology., Band 7, 27. Juni 2022; doi:10.1038/s41564-022-01122-y. Dazu: HAL. Preprint. 6. Oktober 2021.
- Lionel Guy, Thijs J. G. Ettema: The archaeal 'TACK' superphylum and the origin of eukaryotes. In: Trends in Microbiology. Band 19, Nr. 12, 1. Dezember 2011, ISSN 1878-4380, S. 580–587, doi:10.1016/j.tim.2011.09.002, PMID 22018741.
- Kiley W. Seitz, Nina Dombrowski, Laura Eme, Anja Spang, Jonathan Lombard, Jessica R. Sieber, Andreas P. Teske, Thijs J. G. Ettema, Brett J. Baker: Asgard archaea capable of anaerobic hydrocarbon cycling. In: Nature Communications, 23. April 2019; doi:10.1038/s41467-019-09364-x, ResearchGate.
- Anja Spang, Laura Eme, Jimmy H. Saw, Eva F. Cáceres, Katarzyna Zaremba-Niedzwiedzka, Jonathan Lombard, Lionel Guy, Thijs J. G. Ettema: Asgard archaea are the closest prokaryotic relatives of eukaryotes. In: PLOS Genetics. 14. Jahrgang, Nr. 3, 18. März 2018, S. e1007080, doi:10.1371/journal.pgen.1007080, PMID 29596421, PMC 5875740 (freier Volltext) – (englisch).
- Laura Eme, Anja Spang, Jonathan Lombard, Courtney W. Stairs, Thijs J. G. Ettema: Archaea and the origin of eukaryotes. In: Nature Reviews Microbiology. 15. Jahrgang, Nr. 12, 10. November 2017, ISSN 1740-1534, S. 711–723, doi:10.1038/nrmicro.2017.133, PMID 29123225 (englisch, zenodo.org).
- Jennah E. Dharamshi, Natalia Gaarslev, Karin Steffen, Tom Martin, Detmer Sipkema, Thijs J. G. Ettema: Genomic diversity and biosynthetic capabilities of sponge-associated chlamydiae. In: The ISME Journal, Band 16, S. 2725–2740, 30. August 2022; doi:10.1038/s41396-022-01305-9.
- Laura Eme, Daniel Tamarit, Eva F. Cáceres, Courtney W. Stairs, Valerie De Anda, Max E. Schön, Kiley W. Seitz, Nina Dombrowski, William H. Lewis, Felix Homa, Jimmy H. Saw, Jonathan Lombard, Takuro Nunoura, Wen-Jun Li, Zheng-Shuang Hua, Lin-Xing Chen, Jillian F. Banfield, Emily St. John, Anna-Louise Reysenbach, Matthew B. Stott, Andreas Schramm, Kasper U. Kjeldsen, Andreas P. Teske, Brett J. Baker, Thijs J. G. Ettema: Inference and reconstruction of the heimdallarchaeial ancestry of eukaryotes. In: Nature. 618. Jahrgang, S. 992–999, doi:10.1038/s41586-023-06186-2 (englisch).